# Musée de l'Éventail
Pour les articles homonymes, voir Éventail (homonymie).
Le Musée de l’Éventail, officiellement appelé L’Atelier Hoguet - Musée de l’Éventail, est un musée privé parisien ouvert en 1993 consacré aux éventails et à leur fabrication. La salle principale du musée, conservée dans son style Henri II d'origine, expose quelques-uns des 2500 éventails que compte la collection. En 2021, le musée connaît des difficultés financières qui menacent sa survie.

## Histoire
L'atelier Hoguet, qui confectionne et restaure des éventails, ouvre le musée en 1993.
En 2021, en raison de difficultés financières, le musée est menacé d'expulsion et de fermeture.

## Salles et collection
Le musée possède une collection de qualité comprenant autour de 2 500 éventails, dont plusieurs sont classés.
Le musée comprend un vestibule qui présente l'iconographie des premiers éventails et qui est suivi de trois salles.
La première salle présente le Métier du Tabletier à travers les matériaux rares et les outils utilisés pour la fabrication des montures d'éventails.
La deuxième salle expose le métier de l'éventailliste, les différentes techniques et l'élaboration de la feuille d'éventail.
La salle d'exposition permanente est décorée dans le style Henri II, et comprend notamment une imposante cheminée, des meubles d'origine, des tapisseries bleues fleurdelisées, et un plafond à caisson,. Les éventails qui y sont exposés vont du XVIIIe siècle à aujourd’hui. Cette salle est classée aux Monuments Historiques depuis 2004.[réf. nécessaire]

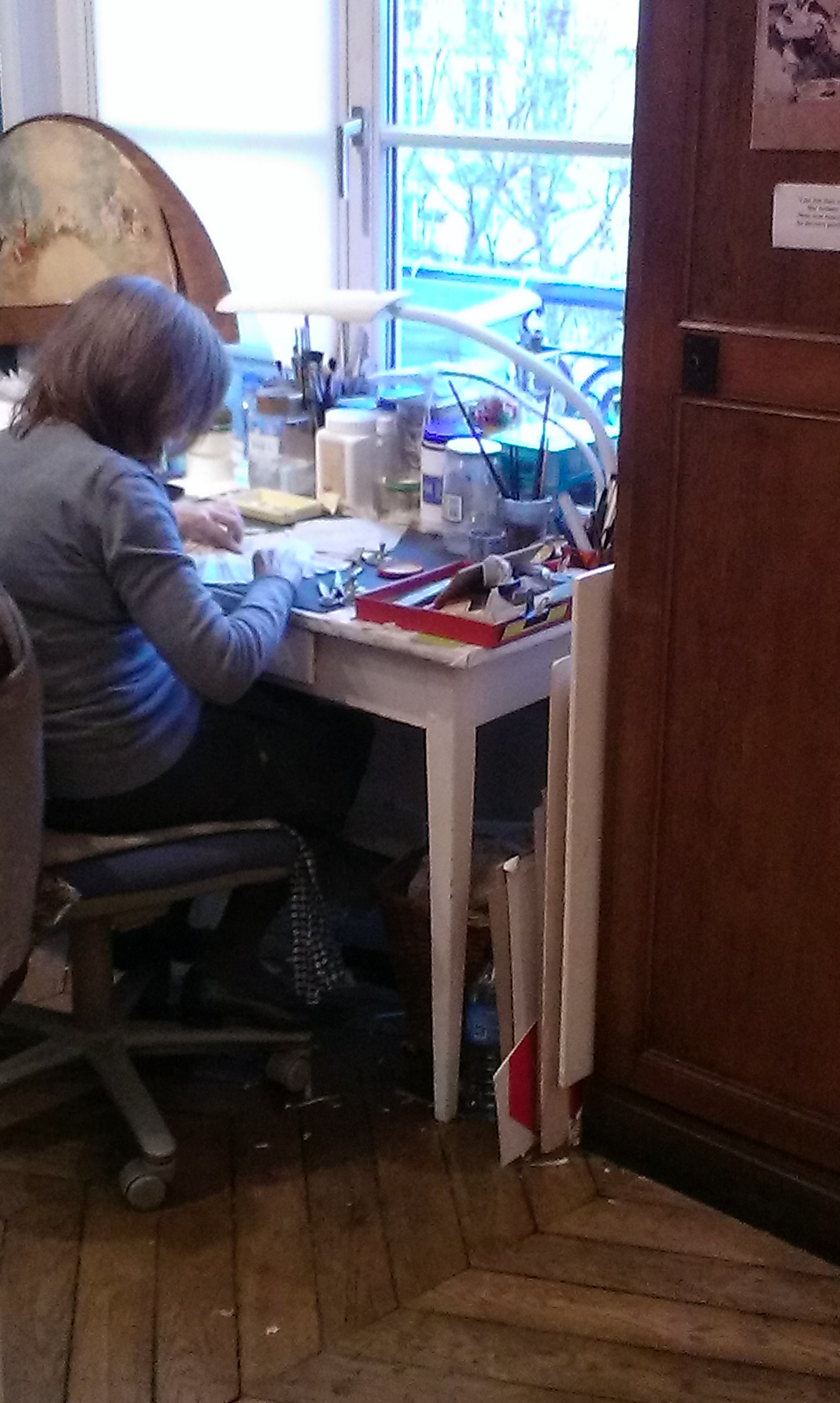
Atelier
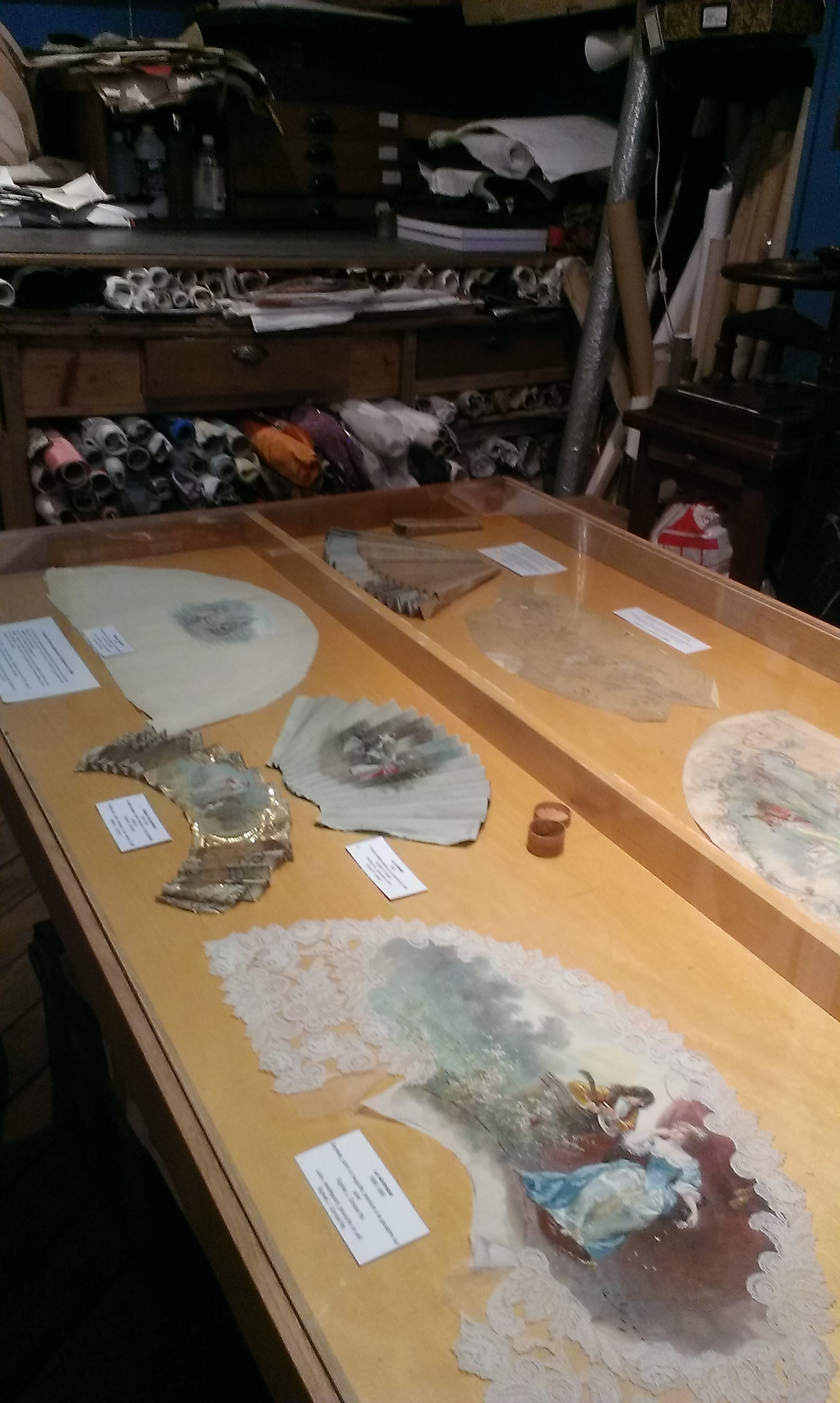
Atelier